# Quixadá
Quixadá est une ville brésilienne de l'État du Ceará. Sa population était estimée à 85 351 habitants en 2015. La municipalité s'étend sur 2 020 km2.

## Personnalités
- Rouxinol do Rinaré, (28 septembre 1966), poète cordeliste.

## Maires
| Période | Période | Identité        | Étiquette | Qualité |
| ------- | ------- | --------------- | --------- | ------- |
| 2009    | 2012    | Rômulo Carneiro | PT        |         |